# Brahmaea porphyria
Brahmaea porphyria är en fjärilsart som beskrevs av Chu och Wang 1977. Brahmaea porphyria ingår i släktet Brahmaea och familjen Brahmaeidae. Inga underarter finns listade i Catalogue of Life.